# Andamanella bellis
Andamanella bellis är en ringmaskart som beskrevs av Holthe 2002. Andamanella bellis ingår i släktet Andamanella och familjen Ampharetidae. Inga underarter finns listade i Catalogue of Life.